# Kostrzyna
Kostrzyna [kɔsˈtʂɨna]  é uma aldeia localizada no distrito administrativo de Panki, do condado de Kłobuck, voivodia de Silésia, no sul da Polônia. A aldeia tem uma população de 182 habitantes.